# Bosco/Gurin
Bosco/Gurin (auch: Bosco Gurin, Bosco-Gurin, walserdeutsch: Gurín [gʊˈrin], tessinerisch: Guríng [guˈriŋ]) ist eine politische Gemeinde im schweizerischen Kanton Tessin. Sie gehört zum Bezirk Vallemaggia und innerhalb dessen zum Kreis Rovana.

## Name
Der offizielle Name der Gemeinde hat sich wegen der sprachlichen und politischen Verhältnisse über die Jahre immer wieder geändert. Bis 1911 waren die Namen Bosco, Bosco (Gurin), Gurin oder Bosco-Vallemaggia in Gebrauch. Vom 21. Oktober 1911 bis 23. Mai 1912 hiess die Gemeinde gemäss Bundesratsbeschluss offiziell deutsch Gurin, ab dem 24. Mai 1912 bis 1934 jedoch wieder italienisch Bosco (Vallemaggia). Als Kompromiss wurde 1934 der seither offizielle Doppelname Bosco/Gurin eingeführt. Verbreitet ist allerdings auch die inoffizielle Variante Bosco Gurin.
Frühe Nennungen des Ortes sind etwa in loco et territorio de Quarino ubi dicitur ad Buschum (1253), toto territorio de buscho, sive in dicta valle de Quarino (1311) und loci de Buscho de Quarino (ebenfalls 1311). Die zusammengesetzte Form Buscho Quarino bezeichnete somit ursprünglich den «Wald bei Quarino/Corino» (Corino ist ein zu Cerentino gehöriger Weiler) und dient seit den ältesten Belegen zur Unterscheidung von anderen Ortschaften namens Bosco.

## Geographie
Die Hauptsiedlung von Bosco/Gurin liegt auf 1506 m ü. M. Es ist damit das höchstgelegene Dorf des Kantons Tessin. Die Gemeinde liegt in der oberen (westlichen) Talhälfte des Valle di Bosco Gurin 35 km nordwestlich von Locarno an der Grenze zu Italien – den Tälern Valle Antigorio und Val Formazza (Pomatt, ebenfalls von Walsern besiedelt). Die Nordgrenze der Gemeinde führt Graten entlang vom Wandfluhhorn (2856 m ü. M.) zum Camino (2489 m ü. M.). Von dort verläuft die Ostgrenze mit einer leicht ostwärts gebogenen Krümmung quer durchs Valle di Bosco Gurin hinüber zum Pian Cròsc (1955 m ü. M.).
Die südliche Gemeindegrenze führt wiederum (leicht südwestwärts) Graten entlang. Die höchsten Gipfel sind der Pizzo Bombögn (2331 m ü. M.), das Grosshorn (2150 m ü. M.), das Kleinhorn (2171 m ü. M.) und an der Westgrenze der Madone/Batnall (2748 m ü. M.). Auch die westliche Gemeindegrenze (zugleich Staatsgrenze) benutzt natürliche Trennlinien. Sie verläuft in leicht nordöstlicher Richtung vom oben erwähnten Madone über den Ritzberg (2592 m ü. M.) und den Martschenspitz (2688 m ü. M.) zurück zum Wandfluhhorn/Pizzo Bìela. Zahlreiche Bäche vereinigen sich zur Rovana di Bosco/Gurin, die bei Collinasca in die Rovana einmündet. Vom Gemeindeareal von 2212 ha sind (Stand 2009) 44,1 % unproduktive Fläche (meist Gebirge). Fast gleich umfassend sind die Gemeindeteile, welche von Wald und Gehölz (30,9 %) und von landwirtschaftlicher Nutzfläche (24,4 %) bedeckt sind. Nur 0,6 % des gesamten Gemeindegebiets sind Siedlungsfläche. Das Dorf ist die einzige nennenswerte Siedlung. Daneben gibt es zahlreiche Alphütten.
Nachbargemeinden sind auf Tessiner Seite Campo (Vallemaggia), Cerentino und Cevio sowie auf italienischem Territorium Formazza und Premia.

## Geschichte
Die Gemeinde wurde auf Initiative der lombardischen Herrschaft im 13. Jahrhundert durch Walser aus dem italienischen Val Formazza (walserdeutsch Pomatt) besiedelt. Die ersten Siedler kamen 1244 in das obere Rovanatal. Sie fanden dort die Alp ad Buschum vor, die durch die Gemeinde Losone genutzt wurde und nicht ganzjährig bewohnt war. Der Ort Bosco/Gurin wird 1253 erstmals als Lo Busco de Quarino namentlich erwähnt. Mit Cevio gab es im 14. Jahrhundert Grenzstreitereien. Bereits um 1400 hatten die Walser fast alles Land gekauft und lebten daher in relativ grosser Unabhängigkeit. Die Gemeinde gehörte im Mittelalter zur Roana Superior, später bis 1798 zu den ennetbirgischen Vogteien. Sie wurde immer wieder von Katastrophen heimgesucht (1596 die Pest; 1695 und 1742 grosse Lawinenniedergänge mit 34 respektive 42 Toten). Bosco/Gurin gehörte von 1798 bis 1803 zum Kanton Lugano und seither zum Kanton Tessin. Bis zum Bau der Fahrstrasse, der 1927 abgeschlossen wurde, war es weitgehend isoliert.

## Bevölkerung

### Bevölkerungsentwicklung
Einwohnerzahlen: Volkszählungsdaten
Die Walsersiedlung umfasste Ende des 16. Jahrhunderts eine Einwohnerschaft von rund dreihundert deutschsprachigen Bewohnern. Saisonale Wohnsitzwechsel von jungen Leuten zur Arbeit in der Deutschschweiz waren nicht selten, doch kam es in den folgenden dreihundert Jahren zu keiner Abwanderung grossen Stils. Nachdem die Einwohnerzahl auf 235 Anfang des 19. Jahrhunderts gesunken war, betrug sie zu dessen Ende wieder knapp dreihundert. Doch setzte schon vor der Jahrhundertwende im Zuge der Industrialisierung eine starke Abwanderung ein, von 1880 bis 1920 verringerte sich die Einwohnerzahl um 40 %. Zwischen 1950 und 1980 folgte eine weitere Abwanderung beziehungsweise Auswanderung regional (in die Deutschschweiz), kontinental (nach Italien, Frankreich, Deutschland) und nach Übersee (Kalifornien). Damit verringerte sich innerhalb von hundert Jahren die Anzahl der Bewohner von 345 auf 65 Personen (1980); Ende 2020 hatte Bosco/Gurin noch 52 Einwohner, 47 davon Schweizer.
Die Gemeinde ist heute überaltert. Ende 2022 waren 16 Personen (30,2 %) 65 und mehr Jahre alt (kantonaler Durchschnitt: 23,6 %), 32 Personen (60,4 %) 20 bis 64 Jahre alt und nur 5 Personen (9,4 Prozent) 0 bis 19 Jahre alt (kantonaler Durchschnitt: 17, 6 %). Die eigene Primarschule, die einst auch von den schulpflichtigen Kindern Deutschschweizer «Aussteiger» im benachbarten Campo besucht wurde, wurde 2002 geschlossen, die wenigen Guriner Kinder gehen heute nach Cevio zur Schule.

### Sprachen
Bosco/Gurin ist der einzige Ort in der italienischsprachigen Schweiz, in dem seit über 600 Jahren ein deutscher Walserdialekt, das Gurinerdeutsch, gesprochen wird. Während die ältere linguistische Literatur die Guriner Mundart als Mundart am südlichen Rand des deutschen Sprachgebiets angesehen hat, wird sie heute vermehrt unter dem Aspekt der Sprachinsel betrachtet, weil einerseits keine direkten Verkehrswege zur Deutschschweiz bestehen und anderseits die Kontakte zum angrenzenden, ebenfalls walserischen, aber zu Italien gehörenden Formazza abgebrochen sind.
Die Volkszählung aus dem Jahr 2000 lässt Bosco/Gurin allerdings als neuerdings mehrheitlich italienischsprachig erscheinen. Diese Daten sind jedoch mit Vorsicht aufzunehmen: Bei dieser Erhebung war es nur möglich, eine einzige Sprache als Hauptsprache anzugeben. So mussten sich die Guriner Walser, die längst zweisprachig sind, für eine der beiden Sprachen entscheiden. Auch dass es nur möglich war, Standardvarietäten und nicht Dialekte auszuwählen, hat dazu beigetragen, dass viele der hiesigen Walser Italienisch angekreuzt haben; Erhebungen hatten ergeben, dass die hiesige Bevölkerung der Meinung ist, Standarditalienisch besser zu beherrschen als Standarddeutsch. Allerdings ist das Deutsche – ganz unabhängig von diesen Dateninterpretationen – allein schon aufgrund der sehr geringen Bevölkerungszahl bedroht. Insgesamt wird die Zahl Gurinerdeutsch Sprechender heute auf rund 130 veranschlagt; von den zirka 50 Einwohnern des Dorfes sprechen es etwa zwei Drittel (Stand: 2014).
Eine Kuriosität ist, dass Bosco/Gurin im Jahr 2000 mit 9,9 % (7 Personen) diejenige Gemeinde mit dem höchsten Anteil Rätoromanischsprechender ausserhalb Graubündens war. Die Verhältnisse seit 1970 gemäss Volkszählungen zeigt folgende Tabelle auf:
| Jahr | Deutsch     | Italienisch | Rätoromanisch | Einwohner |
| ---- | ----------- | ----------- | ------------- | --------- |
| 1970 | 95 (81,9 %) | 18 (15,5 %) |               | 116       |
| 1980 | 61 (93,8 %) | 3 (4,6 %)   |               | 65        |
| 1990 | 35 (60,3 %) | 20 (34,5 %) |               | 58        |
| 2000 | 23 (32,4 %) | 37 (52,1 %) | 7 (9,9 %)     | 71        |

### Religionen/Konfessionen
In früheren Zeiten waren sämtliche Bewohner Mitglieder der römisch-katholischen Kirche. Auch heute noch ist die Bevölkerung grossmehrheitlich katholisch. Die Volkszählung von 2000 ergab folgendes Bild: 61 der 71 Einwohner sind römisch-katholische und 2 evangelisch-reformierte Christen. Weitere 2 sind Konfessionslose, während 6 Einwohner keine Auskunft über ihre religiöse Zugehörigkeit gaben.

### Herkunft/Nationalität
Von den 52 Einwohnern Ende 2020 waren 47 (= 90,4 %) Schweizer Staatsangehörige.
In Bosco/Gurin besteht neben der politischen Gemeinde eine eigenständige Bürgergemeinde.

## Politik
Oberstes Organ der Gemeinde ist die Gemeindeversammlung (Assemblea comunale); teilnahmeberechtigt sind alle in der Gemeinde wohnhaften Stimmberechtigten. Die Gemeindeversammlung wählt als leitendes Organ den dreiköpfigen Gemeinderat (Municipio), in dem der Gemeindepräsident (Sindaco) den Vorsitz führt.

## Wirtschaft
Die Bewohner, die im Dorf blieben, lebten lange von der Viehzucht und der Verarbeitung der Milch zu Butter und Käse sowie vom Ackerbau (Kartoffeln, Roggen und Hanf). Auch heute noch arbeitet die grosse Mehrheit (36 von 39 Erwerbstätigen) wegen der grossen Abgeschiedenheit im eigenen Dorf. Immerhin sieben Zupendler verstärken sie. Die Landwirtschaft verlor seit den 1970er-Jahren viel von ihrer Bedeutung. Im August 2023 gab es im ersten Sektor noch vier Betriebe.
Die meisten Leute arbeiten heute in Dienstleistungsberufen (Tourismus) und im Gewerbe. Im August 2023 gab es im zweiten Sektor vier und im dritten neun Betriebe. Im Dorf gibt es einen Dorfladen, der die «kleinste Coop-Filiale der Schweiz» ist.
Wirtschaftliche Bedeutung haben die Zweitwohnungen in nicht mehr ständig bewohnten Häusern sowie in umgebauten Ökonomiegebäuden (rustici); ihr Anteil betrug Anfang 2015 85,3 Prozent. Zudem gibt es zwei grössere Gruppenhäuser, einige Restaurants und ein Hotel am Dorfeingang.
Wanderer beleben den Sommertourismus; die Benutzer der 2 Sesselbahnen, 4 Skilifte, 30 Kilometer Skipiste und einer 5 Kilometer langen Langlaufloipe den Wintertourismus.

## Verkehr
Die Gemeinde ist durch die Postautolinie Cevio–Bosco/Gurin ans Netz des öffentlichen Verkehrs angeschlossen. Es verkehren in jede Richtung täglich sechs Postautokurse.

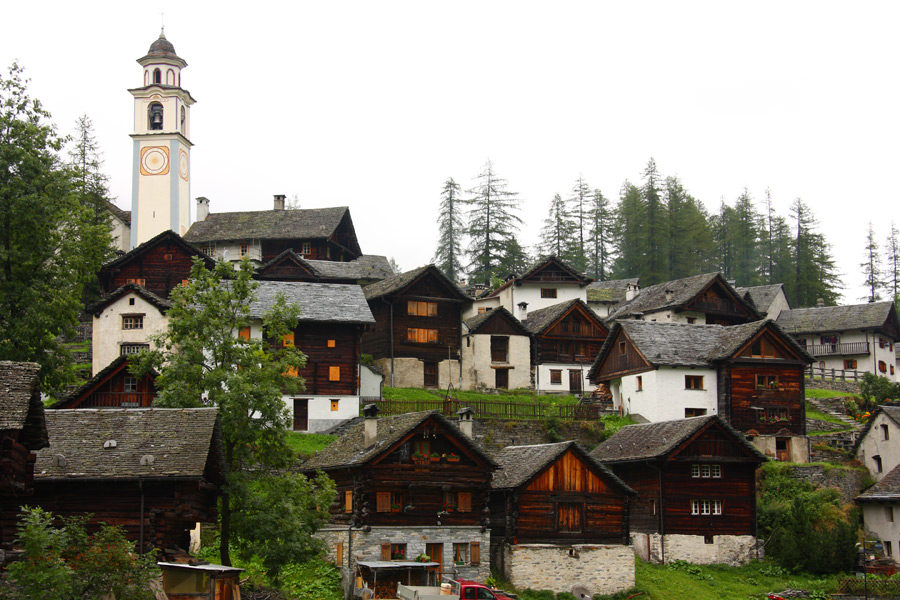
Das Dorf mit der Kirche

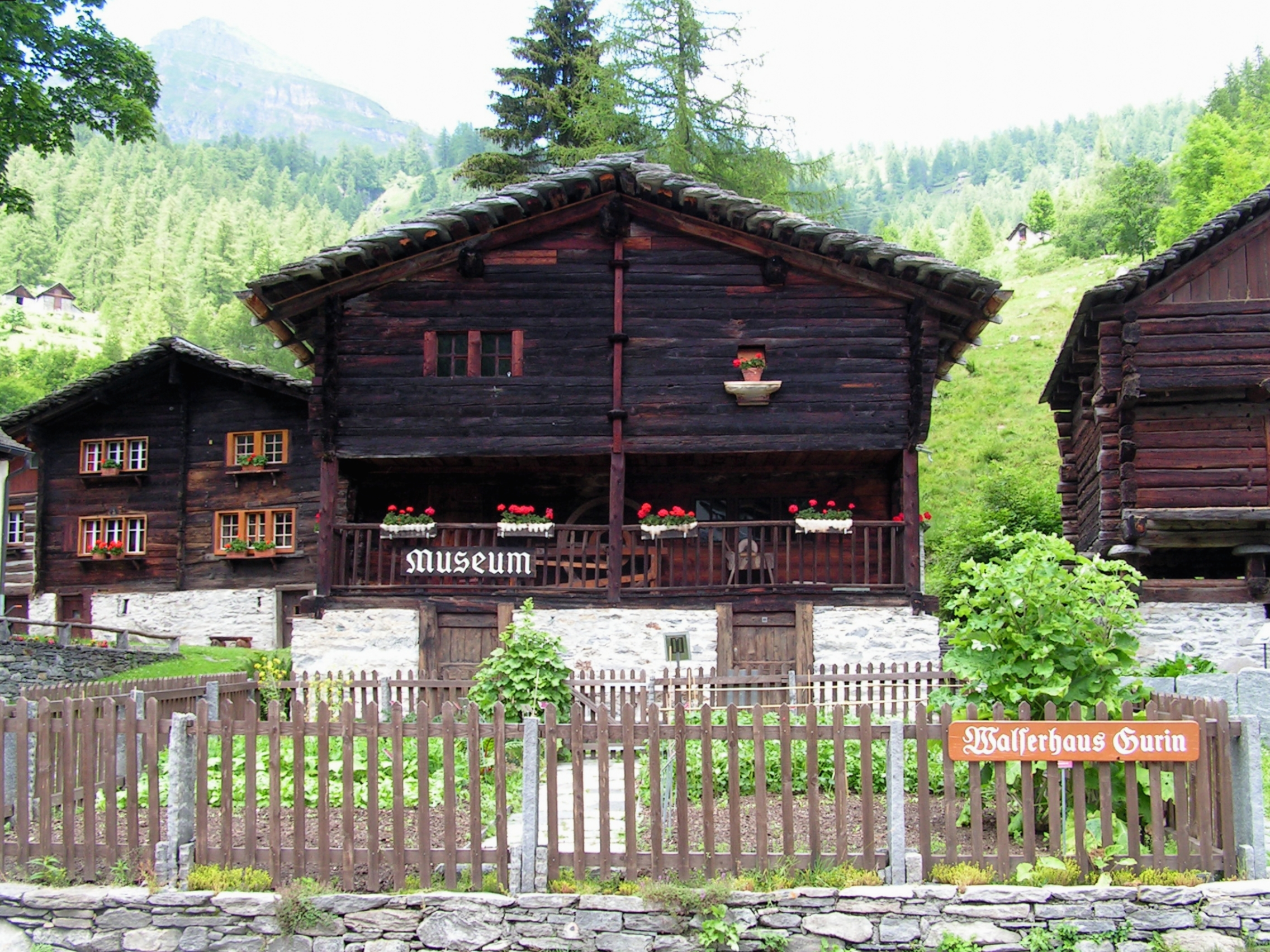
Museum Walserhaus

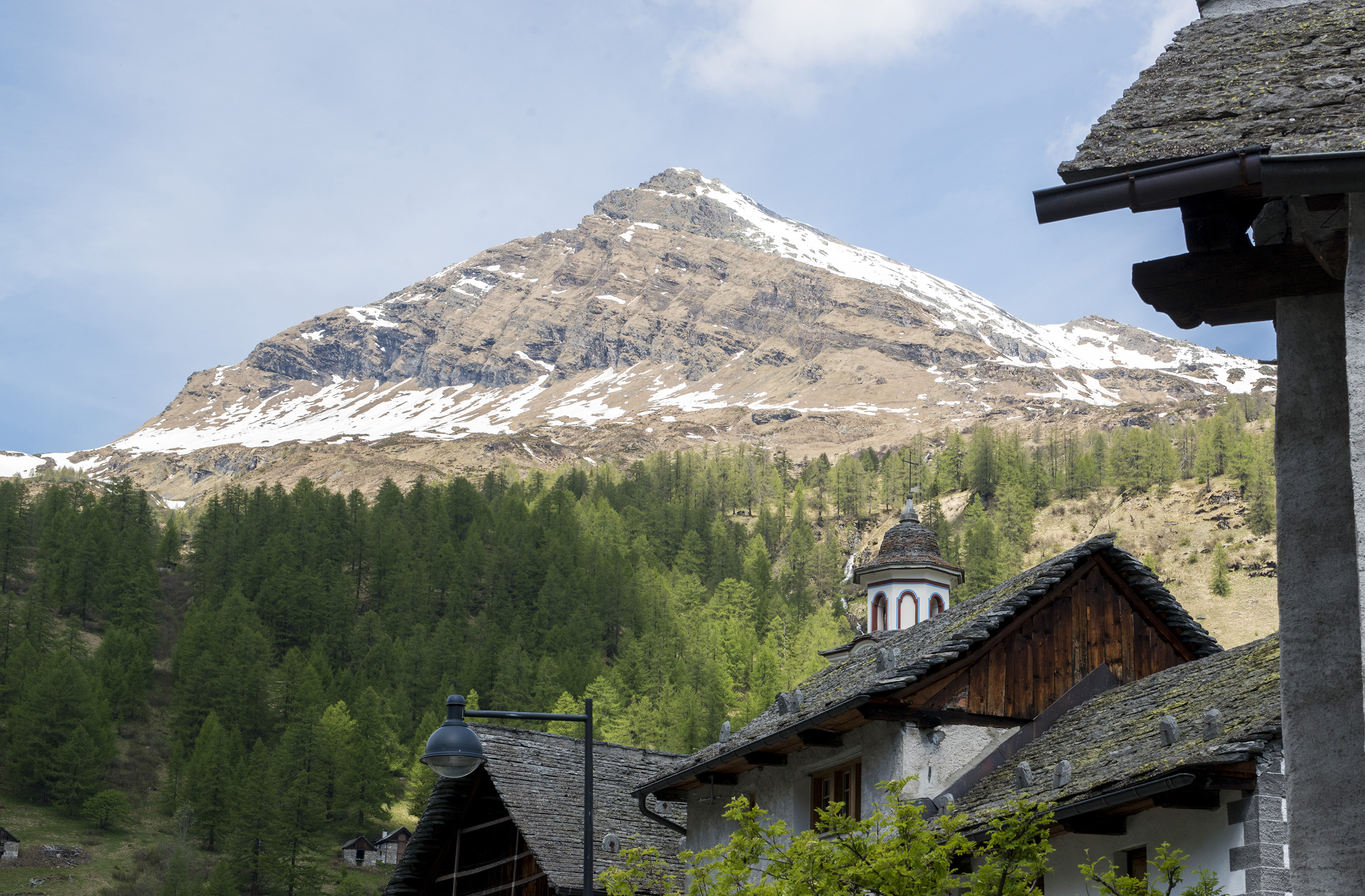
Pizzo Stella

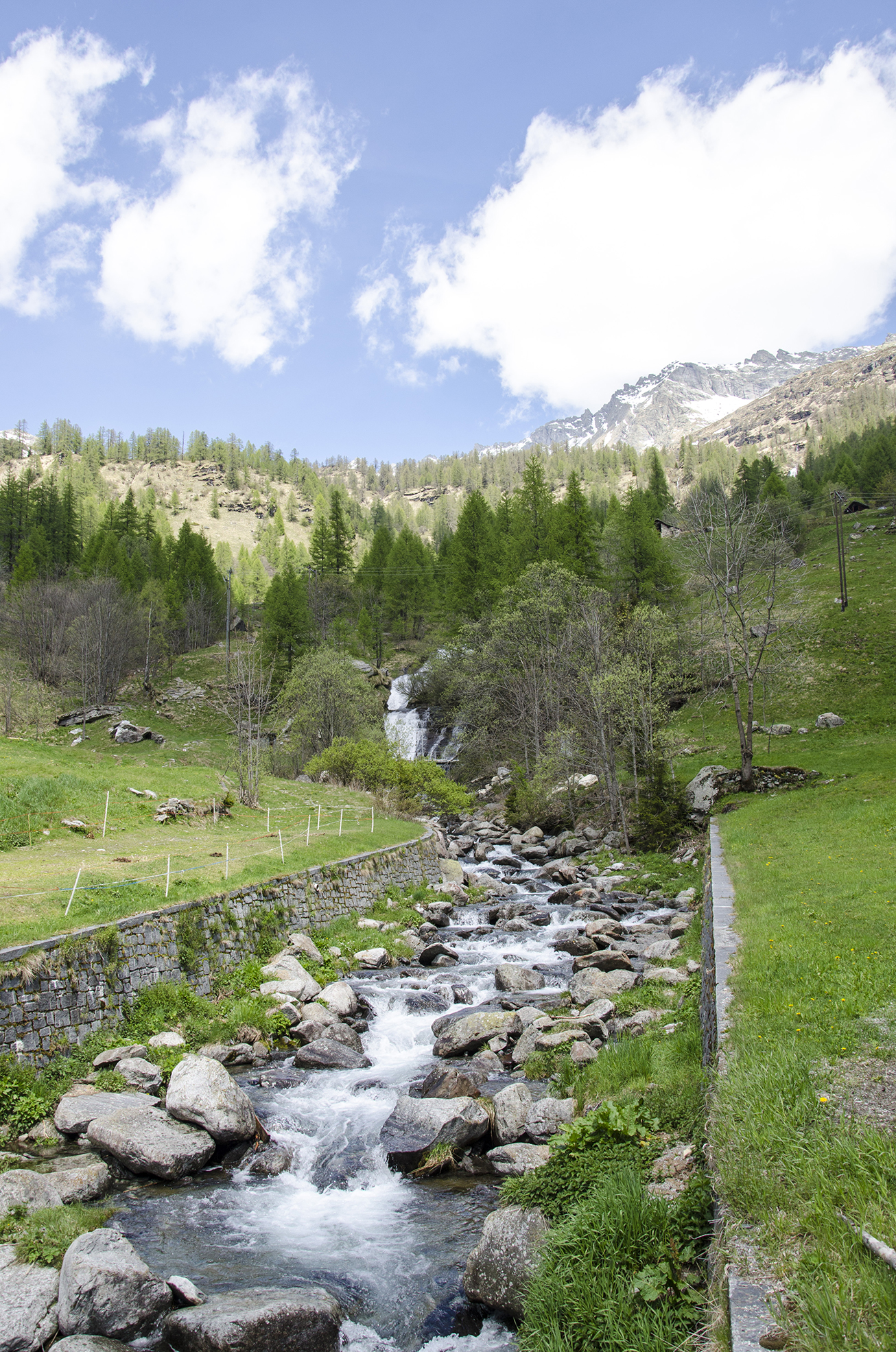
Riale di Bosco

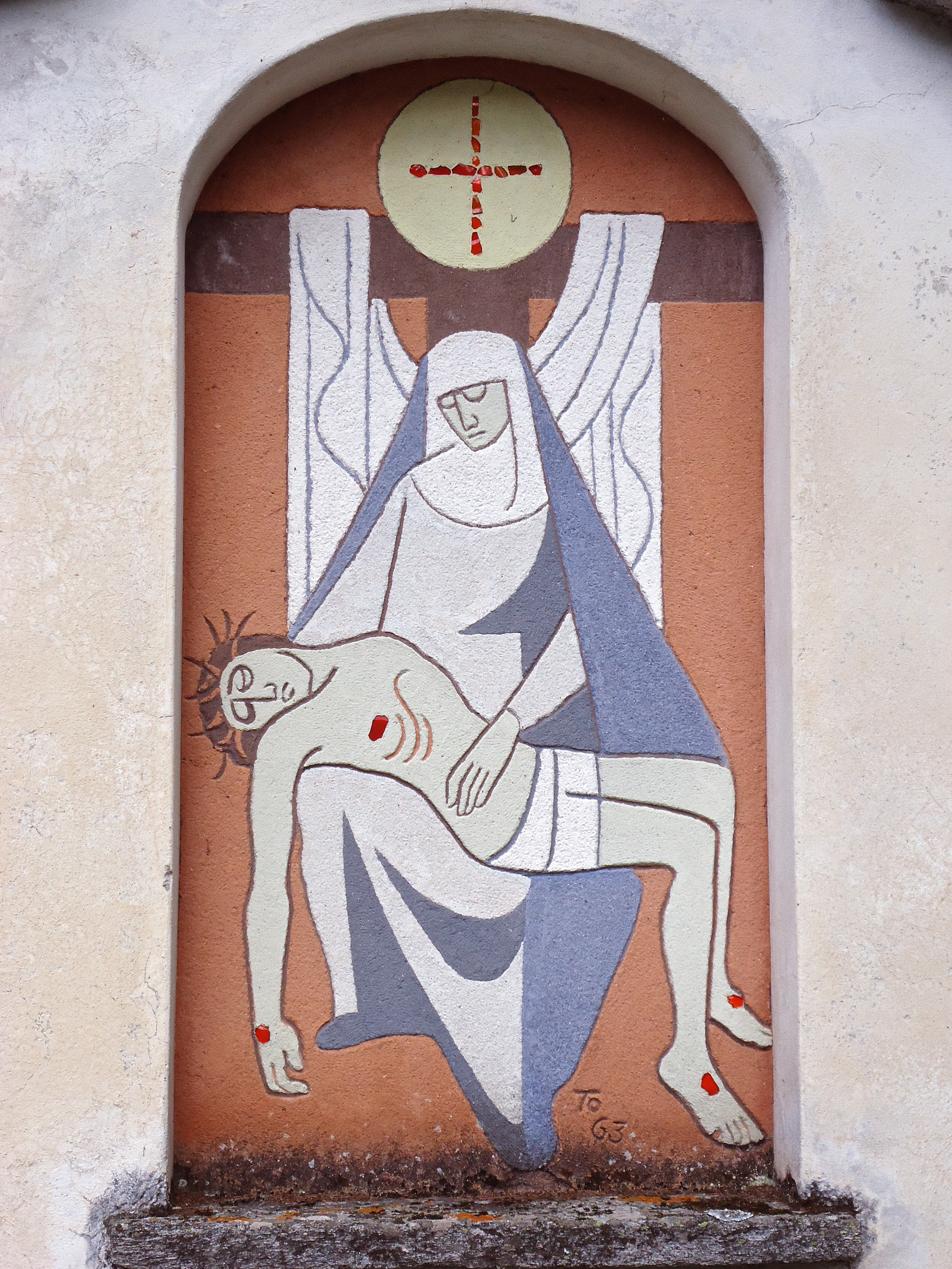
Sgraffito von Hans Tomamichel im Friedhof von Bosco Gurin von 1963.

## Sehenswürdigkeiten
Bosco/Gurin hat eines der besterhaltenen Ortsbilder unter den Walsersiedlungen der Alpensüdseite und ist im Inventar der schützenswerten Ortsbilder der Schweiz (ISOS) als schützenswertes Ortsbild der Schweiz von nationaler Bedeutung eingestuft.
An Sehenswürdigkeiten sind hervorzuheben:
- die Dorfkirche Jakobus und Christophorus (1253 geweiht, 1581 neuerbaut und im 17. und 19. Jahrhundert umgestaltet) und das Beinhaus (mit Fresko der Auferstehung Christi, von Hans Tomamichel 1952)[23][24]
- Betkapelle San Rocco mit Fresken von Giovanni Antonio Vanoni 1835
- ehemaliges Wohnhaus, heute das Guriner Walsermuseum[25]
- Schalenstein bei der Sesselbahn Grossalp (Rossboda) (2334 m ü. M.)[26]

## Persönlichkeiten
- Joachim (Jakob) Albini (* 22. Mai 1666 in Bosco/Gurin; † 11. Juli 1724 in Engelberg), Benediktiner, Abt des Klosters Engelberg, Förderer der klösterlichen Gelehrsamkeiten, Planer eines Neubaus des Klosters[27][28]
- Familie Janner
  - Arminio Janner (1886–1949), Hochschullehrer, Kunst- und Literaturkritiker und Publizist
  - Adolfo Janner (1896–1974), Gemeinde- und Stadtrat von Locarno, Tessiner Gross- und Staatsrat, Nationalrat, Publizist, Kunst- und Literaturkritiker
  - Alfredo Janner (* um 1905 in Bosco/Gurin; † nach 1958 ebenda?), Tessiner Grossrat
  - Antonino Janner (1917–1982), Diplomat, Botschafter der Schweiz in Argentinien und von 1978 bis 1982 in Italien

- Hans Maria Sartori (1879–1948), Lehrer, Gemeindepräsident und Förderer seiner Heimat
- Hans Tomamichel (1899–1984), Maler, Zeichner, Grafiker und Illustrator